# Grzegorz Łoszewski
Grzegorz Łoszewski (ur. 12 kwietnia 1964 w Warszawie) – polski scenarzysta filmowy.

## Życiorys
Za scenariusz do filmu Komornik (2005) otrzymał nagrodę na 30. Festiwalu Polskich Filmów Fabularnych w Gdyni oraz Orła – Polską Nagrodę Filmową.
W 2008 nagrodzono go za tekst sztuki Stygmatyczka dla Sceny Faktu podczas VIII Festiwalu Teatru Telewizji Polskiej i Polskiego Radia „Dwa Teatry” w Sopocie.
Za film Bez wstydu otrzymał 16 maja 2013 roku w Berlinie Europejską nagrodę medialną za integrację „Civis” w rubryce „rozrywka fikcyjna”. Jury orzekło: „Świetny film, który wzywa do tolerancji, z imponującą reżyserią, doskonałymi aktorami i wybitna formą i treścią.”
29 czerwca 2024 został wybrany prezesem Stowarzyszenia Filmowców Polskich.